# Trofeo Laigueglia 1985
Il Trofeo Laigueglia 1985, ventiduesima edizione della corsa, si svolse il 20 febbraio 1985, su un percorso di 160 km. La vittoria fu appannaggio dello statunitense Ron Kiefel, che completò il percorso in 3h56'02", precedendo l'italiano Vittorio Algeri e lo svizzero Gilbert Glaus.

## Ordine d'arrivo (Top 10)
| Pos. | Corridore       | Squadra          | Tempo    |
| ---- | --------------- | ---------------- | -------- |
| 1    | Ron Kiefel      | 7-Eleven         | 3h56'02" |
| 2    | Vittorio Algeri | Vini Ricordi     | a 2"     |
| 3    | Gilbert Glaus   | Cilo-Aufina      | a 7"     |
| 4    | Silvano Riccò   | Dromedario       | s.t.     |
| 5    | Frank Hoste     | Del Tongo        | s.t.     |
| 6    | Orlando Maini   | Alpilatte-Olmo   | s.t.     |
| 7    | Stefan Mutter   | Carrera-Inoxpran | s.t.     |
| 8    | Claudio Corti   | Sup. Brianzoli   | s.t.     |
| 9    | Heinz Imboden   | Cilo-Aufina      | s.t.     |
| 10   | Hennie Kuiper   | Verandalux       | s.t.     |